# Torneo di Wimbledon 1970
Il Torneo di Wimbledon 1970 è stata l'84ª edizione del Torneo di Wimbledon e terza prova stagionale dello Slam per il 1970. Si è giocato sui campi in erba dell'All England Lawn Tennis and Croquet Club di Wimbledon a Londra, in Gran Bretagna, dal 22 giugno al 4 luglio 1970.

## Risultati

### Singolare maschile
John Newcombe ha battuto in finale  Ken Rosewall con il punteggio di 5–7, 6–3, 6–2, 3–6, 6–1.

### Singolare femminile
Margaret Smith Court ha battuto in finale  Billie Jean King con il punteggio di 14–12, 11–9.

### Doppio maschile
John Newcombe /  Tony Roche hanno battuto in finale  Ken Rosewall /  Fred Stolle con il punteggio di 10–8, 6–3, 6–1.

### Doppio femminile
Rosie Casals /  Billie Jean King hanno battuto in finale  Françoise Dürr /  Virginia Wade con il punteggio di 6–2, 6–3.

### Doppio misto
Rosie Casals /  Ilie Năstase hanno battuto in finale  Ol'ga Morozova /  Aleksandre Met'reveli con il punteggio di 6–3, 4–6, 9–7.

## Junior

### Singolare ragazzi
Byron Bertram ha battuto in finale  Frank Gebert con il punteggio di 6–0, 6–3.

### Singolare ragazze
Sharon Walsh ha battuto in finale  Marina Krošina con il punteggio di 8–6, 6–4.